# Qadri Dschamil

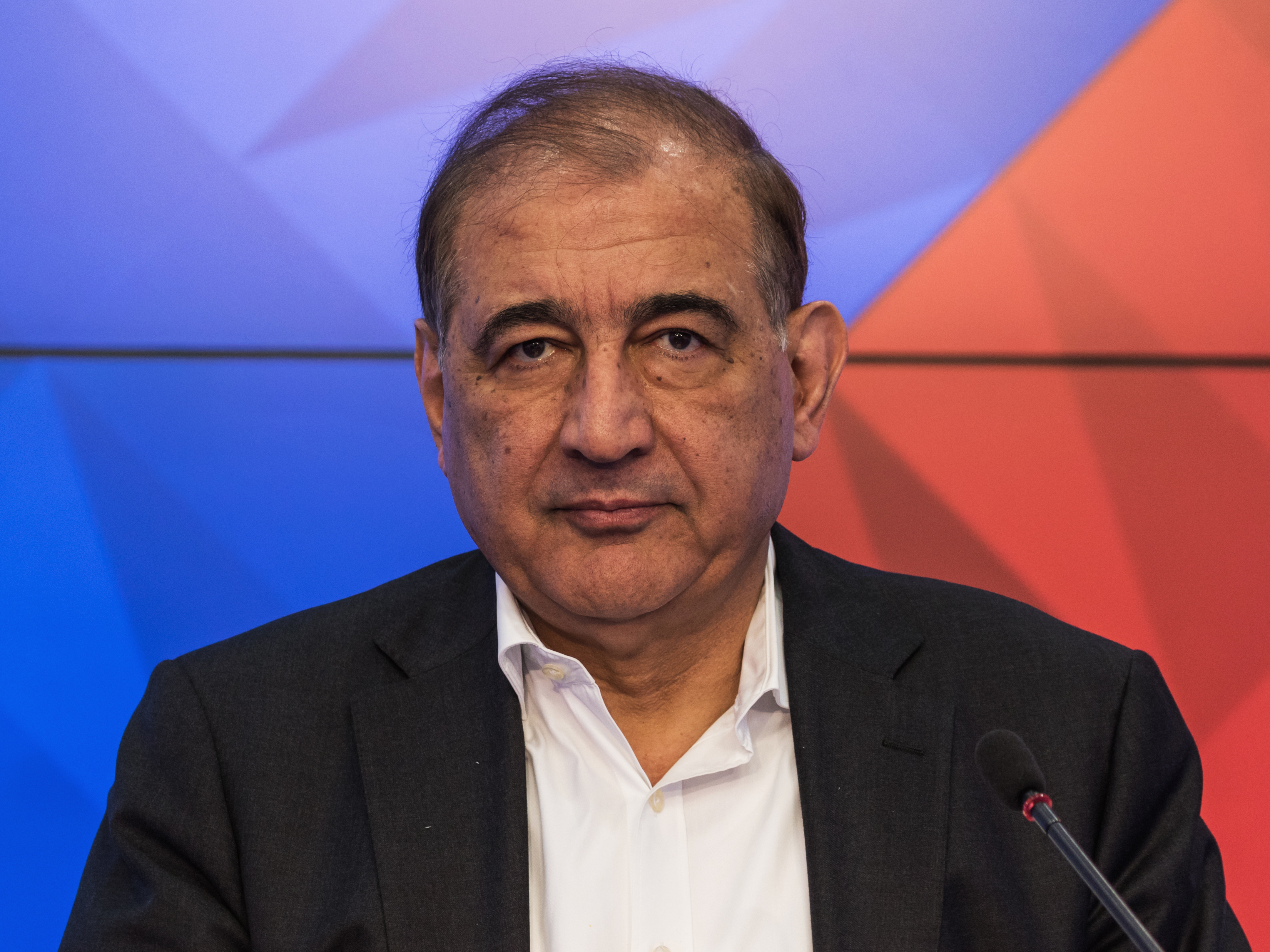
Dschamil bei einer Pressekonferenz von RIA Novosti in Moskau (2017)

Qadri Dschamil (arabisch قدري جميل, DMG Qadrī Ǧamīl, * 12. Juni 1952) ist ein syrischer Politiker und Ökonom kurdischer Herkunft.
Er ist Vorsitzender der Partei des Volkswillens – die seit der Wahl 2012 im Parlament vertreten ist – und ihrer Volksfront für Wandel und Freiheit, zu der auch die Syrische Soziale Nationalistische Partei von Ali Haidar gehört. Er trat aus der Syrischen Kommunistischen Partei von Chalid Bakdasch – mit dessen Tochter er verheiratet war – aus, um das Nationalkomitee für die Einheit syrischer Kommunisten zu bilden, die 2012 als Partei des Volkswillens anerkannt wurde und nicht – wie die anderen zwei kommunistischen Fraktionen – Mitglied in der regierenden Nationalen Fortschrittsfront ist.
Dschamil wurde am 23. Juni 2012 Stellvertretender Ministerpräsident für Wirtschaftsangelegenheiten – zunächst von Riad Farid Hedschab, später von Wael al-Halki. Zudem war er Minister für Binnenhandel und Konsumproduktion. Am 29. Oktober 2013 wurde ar aus seinem Amt entbunden.